# Granada 74 CF
Granada 74 Club de Fútbol w skrócie znany jako Granada 74 – hiszpański klub piłkarski, grający obecnie w Segunda División, mający siedzibę w mieście Grenada leżącym w Andaluzji.

## Historia
Granada 74 CF została utworzona 6 czerwca 2007, kiedy Carlos Marsá Valdovinos, inwestor z Grenady kupił grający w Segunda División Ciudad de Murcia. Piłkarskie prawa i kontrakty należące do Ciudad zostały przeniesione na nowo powstały klub. Ciudad zostało przeniesione do Granady, a klubowi nadano nową tożsamość. Piłkarze Ciudad otrzymali możliwość gry w nowej drużynie lub rozwiązania kontraktu.